# 張灝 (1937年)
张灏（1937年8月24日—2022年4月20日），男，籍贯安徽滁县，出生于福建厦门，当代历史学家，擅长中国思想史，特别是近代思想史。中華民國中央研究院第19屆院士。曾任教于俄亥俄州立大学、香港科技大学人文学部。《剑桥中国史》晚清時期的撰稿人之一。

## 生平
1950年畢業於臺灣省立臺北成功中學初中部，1957年毕业于國立臺灣大學歷史學系。1961年获美国哈佛大学硕士学位。1966年获得哈佛大学博士学位，导师为史华慈。曾在美国俄亥俄州立大学历史系任教30年（1968年—1998年，1975年升任正教授），其后担任香港科技大学教授（1998-2004）。2005年退休后兼任中央研究院历史语言研究所通信研究员。2019年迁居美国旧金山。2022年4月20日，在加利福尼亚州逝世。

## 主要著作
- 《烈士精神与批判意识：谭嗣同思想的分析》，聯經出版社，1988年
- 《幽暗意识与民主传统》，聯經出版，1989年
- 《梁启超与中国思想的转型（1890—1907）》，江蘇人民出版社，1993年
- 《張灝自選集》，教育出版社，2002年
- 《思想與時代》，上海文藝出版社，2002年
- 《時代的探索》，聯經出版社，2004年
- 《危机中的中国知识分子：寻求秩序与意义（1890—1911）》，中央編譯出版社，2016年[7]